# 音樂時代劇場
音樂時代劇場（英文：All Music Theatre）成立於2007年，由楊忠衡與房樹孝共同創辦，楊忠衡擔任藝術總監，為臺灣創作音樂劇的重要團體。
它的歷史可以追溯到楊忠衡在1994年成立的《音樂時代》雜誌，後來轉型為「音樂時代文化出版公司」，承辦國立中正文化中心年度音樂專刊，例如《發現蕭斯塔可維奇》、《發現理查‧史特勞斯》、《發現柴科夫斯基》，以及國家交響樂團樂季手冊、歌劇專刊等等；並出版過《柏林愛樂百年傳奇：宣傳資料看不到的名團內幕》、《普雷特涅夫組曲─音樂是我此生的使命》、《Show Time！音樂劇的九種風情》、《誰殺了古典音樂》2007全新修訂版、《如何從唱片聽門道─錄音時代的演奏藝術》、《音樂劇史記》、《諾弗勒在北義》等書籍。
楊忠衡從2003年涉足音樂劇編劇與作詞創作，曾與國立中正文化中心合作推出音樂劇《梁祝》，並於2006年創作《世紀回眸‧宋美齡》。2007年，音樂時代文化出版公司轉型為音樂時代劇場，自此從單純參與創作音樂劇的角色推展到自行製作音樂劇的領域。

## 重要作品
- 2007年：「臺灣音樂劇首部曲」 《四月望雨》（永齡教育慈善基金會委託創作）
- 2009年：「臺灣音樂劇二部曲」 《隔壁親家》
- 2010年：「臺灣音樂劇三部曲」 《渭水春風》（被文建會選為「中華民國建國一百年經典好戲」）
- 2012年：《東區卡門》
- 2013年：《少年台灣》
- 2016年：《微 ‧ 信2.0》
- 2016年：葉俊麟懷念音樂劇《舊情綿綿》[1]

## 外部連結
- 音樂時代劇場官方網站 （页面存档备份，存于） }}
- 音樂時代的Facebook專頁